# Acanthoproctus vittatus
Acanthoproctus vittatus är en insektsart som först beskrevs av Walker, F. 1869.  Acanthoproctus vittatus ingår i släktet Acanthoproctus och familjen vårtbitare.

## Underarter
Arten delas in i följande underarter:
- A. v. capreolus
- A. v. vittatus